# Nagbingou (département)
Pour les articles homonymes, voir Nagbingou.
Nagbingou est un département et une commune rurale de la province du Namentenga situé dans la région du Centre-Nord au Burkina Faso.

## Géographie

### Villages
Le département se compose du village chef-lieu (populations actualisées en 2006) :
- Nagbingou (3 165 habitants)

et treize autres villages :
- Bissiguin (1 665 habitants)
- Boalin 1 (582 habitants)
- Boalin 2 (277 habitants)
- Bougou (1 127 habitants)
- Finga (188 habitants)
- Horéré (942 habitants)
- Kankienga (415 habitants)
- Kotoulgoum (1 514 habitants)
- Kouini (1 396 habitants)
- Nagbingou II (623 habitants)
- Pelsé (665 habitants)
- Pirkou (1 233 habitants)
- Rassamtanga (2 112 habitants)

## Histoire
Nouveau département créé en 1996 par scission des départements de Yalgo et Bouroum, Nagbingou a été érigé en chef-lieu la même année.

## Administration
| Période                                  | Période  | Identité        | Étiquette | Qualité |
| ---------------------------------------- | -------- | --------------- | --------- | ------- |
| 12 août 2006                             | en cours | Fougla Sawadogo |           |         |
| Les données manquantes sont à compléter. |          |                 |           |         |

## Santé et éducation
Le département accueille un seul centre de soins et de promotion sociale (CSPS) à Nagbingou tandis que le centre médical (CM) le plus proche est à Tougouri et que le centre médical avec antenne chirurgicale (CMA) de la province se trouve à Boulsa.